# Кам'янська сільська рада (Рокитнівський район)
Кам'янська сільська́ ра́да (у 1940-ві роки — Войткевицька) — колишній орган місцевого самоврядування в Рокитнівському районі Рівненської області. Адміністративний центр — село Кам'яне.

## Загальні відомості
- Кам'янська сільська рада утворена в 1939 році.
- Територія ради: 147,18 км²
- Населення ради: 1 903 особи (станом на 2001 рік)
- Територією ради протікає річка Плав.

## Населені пункти
Сільській раді були підпорядковані населені пункти:
- с. Кам'яне
- с. Будки-Кам'янські
- с. Обсіч

## Склад ради
Рада складалася з 16 депутатів та голови.
- Голова ради: Миніч Тетяна Олександрівна
- Секретар ради: Семеняка Наталія Володимирівна

### Керівний склад попередніх скликань
| Прізвище, ім'я, по батькові | Основні відомості                                                        | Дата обрання | Дата звільнення |
| --------------------------- | ------------------------------------------------------------------------ | ------------ | --------------- |
| Жеребило Микола Григорович  | Сільський голова, 1969 року народження, член Української Народної Партії | 26.03.2006   | 31.10.2010      |
| Миніч Тетяна Олександрівна  | Сільський голова, 1968 року народження, освіта вища, позапартійна        | 31.10.2010   |                 |

Примітка: таблиця складена за даними сайту Верховної Ради України